# Longde
Longde, tidigare stavat Lungteh, är ett härad som lyder under Guyuans stad på prefekturnivå i den autonoma regionen Ningxia i nordvästra Kina.